# Resurrección de Cristo (Bellini)
La Resurrección de Cristo es una pintura de 1475-1479 de Giovanni Bellini. Fue realizado para la capilla de Marino Zorzi en la iglesia mortuoria de San Michele in Isola en Venecia. Se ha atribuido anteriormente a Cima da Conegliano, Previtali, Bartolomeo Veneto y Marco Basaiti. Fue adquirido por la Gemäldegalerie de Berlín en 1903 y una restauración completa realizada poco después confirmó su atribución a Bellini.